# Joel Asaph Allen
Joel Asaph Allen (19 de juliol del 1838 - 29 d'agost del 1921) fou un zoòleg i ornitòleg estatunidenc.
Estudià a la Universitat Harvard com a alumne de Louis Agassiz. Participà en una expedició al Brasil i en diverses altres dins els Estats Units. El 1873 encapçalà l'equip de naturalistes de l'expedició de la North Pacific Railroad de Bismarck (Dakota del Nord) fins al Yellowstone, i de tornada, per la Smithsonian Institution.
Allen fou el primer conservador d'ocell i mamífers a l'American Museum of Natural History (a partir del 1885) i posteriorment en fou el cap del Departament d'Ornitologia.
El 1886 fou un dels fundadors de la primera Audubon Society a Nova York. També fou membre de l'American Association for the Advancement of Science, i de la Societat Filosòfica Americana. Entre el 1883 i el 1886 fou president de la Unió d'Ornitòlegs Americans.
La regla d'Allen que determina una correlació entre la forma corporal i el clima, fou formulada per ell el 1877.

## Obres
A més d'un gran nombre d'obres acadèmiques, és l'autor de diversos llibres: 
- Mammals and Winter Birds of Eastern Florida, (1871)
- The American Bisons, (1876)
- Monographs of North American Rodentia (with Elliott Coues, 1877)
- History of North American Pinnipedia, (1880)
- Mammals of Patagonia, (1905)
- The Influence of Physical Conditions in the Genesis of Species, (1905)
- Ontogenetic and Other Variations in Musk-Oxen (1913).